# 熊美玲
熊美玲 （1959年—），台湾女作曲家、歌手，1981年正式發表第一首作品《玻璃魚》，1991年以由黃鶯鶯所演唱的《哭砂》國語歌曲獲得第3屆金曲獎『最佳作曲人獎』。2023年發行台語專輯《一路平安》，2024年憑藉該專入圍第35屆金曲獎四項大獎，同年在第2屆浪潮音樂大賞中榮獲『最佳閩南語專輯獎』。

## 創作作品
《玻璃魚》、《擁抱我》、《我還年輕》、《一生情一生還》、《無情弦》、《結髮一輩子》、《找一個字代替》、《哭砂》、《謝謝你的愛》、《感情放一邊》、《動不動就說愛我》等。
于台煙：我想你不是真心的愛我(詞：林秋離)。

## 個人專輯
- 《心變》、《I'm Still Young》（1989）
- 《心甘情願》（1995）
- 《一路平安》（2023）[4]

## 獎項紀錄
| 年份   | 屆次              | 專輯               | 獎項             | 入圍                         | 結果 |
| ------ | ----------------- | ------------------ | ---------------- | ---------------------------- | ---- |
| 1991年 | 第3屆金曲獎       | 黃鶯鶯《讓愛自由》 | 最佳作曲人獎     | 黃鶯鶯〈哭砂〉               | 獲獎 |
| 2024年 | 第35屆金曲獎      | 熊美玲《一路平安》 | 年度專輯獎       | 熊美玲《一路平安》           | 提名 |
| 2024年 | 第35屆金曲獎      | 熊美玲《一路平安》 | 最佳台語專輯獎   | 熊美玲《一路平安》           | 提名 |
| 2024年 | 第35屆金曲獎      | 熊美玲《一路平安》 | 最佳台語女歌手獎 | 熊美玲《一路平安》           | 提名 |
| 2024年 | 第35屆金曲獎      | 熊美玲《一路平安》 | 最佳作詞人獎     | 楊肅浩、丁津、林秋離〈秋離〉 | 提名 |
| 2024年 | 第2屆浪潮音樂大賞 | 熊美玲《一路平安》 | 最佳閩南語專輯   | 熊美玲《一路平安》           | 獲獎 |